# System AVS
System AVS (ang. Air Venturi System) – rozwiązanie techniczne stosowane w aparatach grzewczo-wentylacyjnych. Jego zadaniem jest schłodzenie strumienia powietrza wydobywającego się z urządzenia w celu spowodowania równomiernego rozkładu warstw ciepłego powietrza w wysokich pomieszczeniach, dzięki czemu potrzebna jest mniejsza ilość energii do ogrzania dolnych partii pomieszczenia.  

## Zasada działania
System powoduje zasysanie chłodniejszego powietrza z otoczenia urządzenia przez otwory Venturiego, umieszczone w bocznej ściance aparatu, na zasadzie podciśnienia wywoływanego przez specyficzne ustawienie żaluzji. Chłodne powietrze czerpane z otoczenia mieszane jest z ogrzewanym, przez co strumień końcowy osiąga niższą temperaturę. 